# Gunung Suku
Gunung Suku is een bestuurslaag in het regentschap Aceh Tengah van de provincie Atjeh, Indonesië. Gunung Suku telt 410 inwoners (volkstelling 2010).